# 山崎行雄
山崎 行雄（やまざき ゆきお、1948年7月 - ）は元テレビ神奈川取締役顧問、株式会社tvkコミュニケーションズ相談役。神奈川県横浜市在住（約50年）。

## 経歴
- 1967年 高輪高等学校卒業
- 1971年 明治大学法学部卒業
- 1972年1月 tvk入社
- 番組制作に約10年、営業に約15年従事
- 1993年5月 TVKサービス 常務取締役
- 1994年10月 販促部長
- 1995年7月 東京支社スポット部長
- 1997年7月 企画部長
- 1998年10月 営業部長
- 2000年3月 営業局次長
- 2000年10月 TVKエンタープライズ出向 取締役
- 2001年5月 TVKエンタープライズ 常務取締役
- 2003年6月 総務局長
- 2004年6月 取締役総務局長
- 2005年6月 取締役総務・関連会社担当 社長室長・総務局長
- 2006年6月 常務取締役 総括・グループ政策担当 社長室長
- 2008年6月 顧問
- 2009年2月 顧問 社長付事業担当、tvkコミュニケーションズ サービスカンパニー・ecomカンパニー社長執行役員
- 2010年6月 tvk・tvkコミュニケーションズ 代表取締役社長
- 2013年7月-? tvk 代表取締役社長、tvkコミュニケーションズ 取締役相談役

## その他
- 「緑への歩み」の制作に関わった過去があるため、神奈川の食べ物に詳しい。
- 両親が共働きの環境で育ったため、自分で料理を作る。他に趣味は旅行・ゴルフ・庭いじり・中国史（三国志等）。
- 常務時代に母親の介護で1度役員を退任している。母親死後、社長として職場復帰。
- 社長就任後に“成功した番組は経営陣のトップダウンではなく、いつも現場のアイデアから生まれた。みんなが自分でやりたいと思うことを言うようにしよう。番組作るのに、会社が言って委員会で検討するのはやめた。かつては営業から制作にやりたいことを言ったり、制作現場から営業に「これが売れないかな」等がtvk独自の番組につながった。最近では社員が「サッカーで県立高校が優勝したのは久々だから番組に」とか「羽田空港国際化の番組やろう」等と言いはじめた。〈話題を作るテレビ局〉にしたい。”とコメントした。